# 犬飼バイパス
犬飼バイパス（いぬかいバイパス）は、大分県大分市上戸次と大分県豊後大野市犬飼町下津尾（下津尾交差点）を結ぶ、国道57号のバイパス道路である。

平成28年度より国道57号犬飼町下津尾－朝地町下野（朝地IC）間が大分県へ移管されることにより、国道57号となる。犬飼IC入り口交差点－下津尾交差点間（犬飼バイパス支線）は、大分県に移管され大分県道57号となっている。

## 概要
- 起点：大分県大分市上戸次[座標 1]
- 終点：大分県豊後大野市犬飼町下津尾[座標 2]
- 全長：3.0km
- 規格：第3種第1級
- 道路幅員：25.0m
- 車線数：暫定2車線

国道10号久原交差点の渋滞解消と、冠水、災害による通行止めの可能性を回避するため、犬飼どんこ大橋により大野川の対岸に迂回するルートをとっている。1987年6月着工、2004年12月18日供用開始、開通。

## 交差する道路
- 国道10号
- 国道57号
- 中九州横断道路（犬飼千歳道路）犬飼IC（57号2ｋ200付近で下りオン直結）[座標 7]
- 大分県道57号竹田犬飼線

## 座標
1. 1 2  北緯33度05分26秒 東経131度38分34秒 / 北緯33.090472度 東経131.642687度
2. 1 2  北緯33度04分13秒 東経131度38分02秒 / 北緯33.070223度 東経131.633885度
3. ↑  北緯33度00分10秒 東経131度27分06秒 / 北緯33.002906度 東経131.451704度
4. ↑  北緯33度04分16秒 東経131度37分52秒 / 北緯33.071120度 東経131.631181度
5. ↑  北緯33度04分20秒 東経131度38分18秒 / 北緯33.072228度 東経131.638289度
6. ↑  北緯33度05分12秒 東経131度38分21秒 / 北緯33.086626度 東経131.639140度
7. ↑  北緯33度04分19秒 東経131度37分48秒 / 北緯33.072001度 東経131.629958度